# Fotboll vid Centralamerikanska och karibiska spelen 1935
Fotboll vid Centralamerikanska och karibiska spelen 1935 avgjordes mellan den 24 mars och 3 april i El Salvador. Turneringen vanns av Mexiko före Costa Rica och värdnationen El Salvador, som tog brons.
Man fick 2 poäng för vinst, 1 poäng för oavgjort och 0 poäng för förlust.

## Tabell
| Nr | Lag         | S | V | O | F | GM | IM | MS  | P  |
| -- | ----------- | - | - | - | - | -- | -- | --- | -- |
| 1  | Mexiko      | 5 | 5 | 0 | 0 | 29 | 5  | +24 | 10 |
| 2  | Costa Rica  | 5 | 4 | 0 | 1 | 18 | 7  | +11 | 8  |
| 3  | El Salvador | 5 | 2 | 0 | 3 | 15 | 20 | −5  | 4  |
| 4  | Kuba        | 5 | 2 | 0 | 3 | 8  | 13 | −5  | 4  |
| 5  | Honduras    | 5 | 1 | 1 | 3 | 6  | 20 | −14 | 3  |
| 6  | Guatemala   | 5 | 0 | 1 | 4 | 6  | 17 | −11 | 1  |

## Matcher
| 1         | 24 mars 1935 | El Salvador                                     | 4 – 1   | Kuba               | Estadio Nacional                           |                                            |
| 8:00 UTC− | 8:00 UTC−    | Fidel Quintanilla 41′, 77′ Miguel Cruz 72′, 75′ | (1 – 0) | 67′ Miguel Requejo | San Salvador Domare: German Núñez (Mexiko) | San Salvador Domare: German Núñez (Mexiko) |
| 8:00 UTC− | 8:00 UTC−    |                                                 |         |                    | San Salvador Domare: German Núñez (Mexiko) | San Salvador Domare: German Núñez (Mexiko) |
| 8:00 UTC− | 8:00 UTC−    |                                                 |         |                    | San Salvador Domare: German Núñez (Mexiko) | San Salvador Domare: German Núñez (Mexiko) |

| 2         | 25 mars 1935 | Guatemala                                          | 3 – 4   | Costa Rica                                                  | Estadio Nacional                           |                                            |
| 8:00 UTC− | 8:00 UTC−    | Luis Alberto Ruano 13′ Salvador Hernández 50′, 60′ | (1 – 3) | 25′ Aníbal Varela 34′ Emmanuel Amador 36′, 68′ Wálter Evans | San Salvador Domare: German Núñez (Mexiko) | San Salvador Domare: German Núñez (Mexiko) |
| 8:00 UTC− | 8:00 UTC−    |                                                    |         |                                                             | San Salvador Domare: German Núñez (Mexiko) | San Salvador Domare: German Núñez (Mexiko) |
| 8:00 UTC− | 8:00 UTC−    |                                                    |         |                                                             | San Salvador Domare: German Núñez (Mexiko) | San Salvador Domare: German Núñez (Mexiko) |

| 3          | 25 mars 1935 | Kuba                                                    | 3 – 0   | Honduras | Estadio Nacional                                   |                                                    |
| 16:00 UTC− | 16:00 UTC−   | Andrés Rodríguez 20′ Jacinto Barquín 85′ Mario Sosa 90′ | (1 – 0) |          | San Salvador Domare: Manuel Rodríguez (Costa Rica) | San Salvador Domare: Manuel Rodríguez (Costa Rica) |
| 16:00 UTC− | 16:00 UTC−   |                                                         |         |          | San Salvador Domare: Manuel Rodríguez (Costa Rica) | San Salvador Domare: Manuel Rodríguez (Costa Rica) |
| 16:00 UTC− | 16:00 UTC−   |                                                         |         |          | San Salvador Domare: Manuel Rodríguez (Costa Rica) | San Salvador Domare: Manuel Rodríguez (Costa Rica) |

| 4         | 27 mars 1935 | El Salvador     | 1 – 8   | Mexiko                                                                                            | Estadio Nacional                                                  |                                                                   |
| 8:00 UTC− | 8:00 UTC−    | Miguel Cruz 26′ | (1 – 1) | 23′, 70′ Vicente García 51′ Luis García Cortina 62′, 75′ Tomás Lozano 73′, 80′, 86′ Hilario López | San Salvador Publik: 10 000 Domare: Manuel Rodríguez (Costa Rica) | San Salvador Publik: 10 000 Domare: Manuel Rodríguez (Costa Rica) |
| 8:00 UTC− | 8:00 UTC−    |                 |         |                                                                                                   | San Salvador Publik: 10 000 Domare: Manuel Rodríguez (Costa Rica) | San Salvador Publik: 10 000 Domare: Manuel Rodríguez (Costa Rica) |
| 8:00 UTC− | 8:00 UTC−    |                 |         |                                                                                                   | San Salvador Publik: 10 000 Domare: Manuel Rodríguez (Costa Rica) | San Salvador Publik: 10 000 Domare: Manuel Rodríguez (Costa Rica) |

| 5          | 27 mars 1935 | Kuba                                   | 2 – 1   | Guatemala             | Estadio Nacional                                   |                                                    |
| 16:00 UTC− | 16:00 UTC−   | Miguel Requejo 50′ Jacinto Barquín 80′ | (0 – 0) | 70′ Arturo Mendizábal | San Salvador Domare: Manuel Rodríguez (Costa Rica) | San Salvador Domare: Manuel Rodríguez (Costa Rica) |
| 16:00 UTC− | 16:00 UTC−   |                                        |         |                       | San Salvador Domare: Manuel Rodríguez (Costa Rica) | San Salvador Domare: Manuel Rodríguez (Costa Rica) |
| 16:00 UTC− | 16:00 UTC−   |                                        |         |                       | San Salvador Domare: Manuel Rodríguez (Costa Rica) | San Salvador Domare: Manuel Rodríguez (Costa Rica) |

| 6         | 28 mars 1935 | El Salvador                                                   | 3 – 4   | Honduras                                                                  | Estadio Nacional                                   |                                                    |
| 8:00 UTC− | 8:00 UTC−    | Miguel Cruz 18′ José Alejandro Morales 59′ Armando Chacón 82′ | (1 – 2) | 10′, 50′ José María Reyes 23′ Lorenzo Navarro 68′ Francisco Jorge Medrano | San Salvador Domare: Manuel Rodríguez (Costa Rica) | San Salvador Domare: Manuel Rodríguez (Costa Rica) |
| 8:00 UTC− | 8:00 UTC−    |                                                               |         |                                                                           | San Salvador Domare: Manuel Rodríguez (Costa Rica) | San Salvador Domare: Manuel Rodríguez (Costa Rica) |
| 8:00 UTC− | 8:00 UTC−    |                                                               |         |                                                                           | San Salvador Domare: Manuel Rodríguez (Costa Rica) | San Salvador Domare: Manuel Rodríguez (Costa Rica) |

| 7          | 28 mars 1935 | Mexiko                                                                           | 5 – 1   | Guatemala             | Estadio Nacional                                                  |                                                                   |
| 16:00 UTC− | 16:00 UTC−   | Hilario López 1′, 28′ Julio Lores 17′ Luis García Cortina 32′ Vicente García 39′ | (5 – 0) | 80′ Arturo Mendizábal | San Salvador Publik: 11 000 Domare: Alfredo Esquivel (Costa Rica) | San Salvador Publik: 11 000 Domare: Alfredo Esquivel (Costa Rica) |
| 16:00 UTC− | 16:00 UTC−   |                                                                                  |         |                       | San Salvador Publik: 11 000 Domare: Alfredo Esquivel (Costa Rica) | San Salvador Publik: 11 000 Domare: Alfredo Esquivel (Costa Rica) |
| 16:00 UTC− | 16:00 UTC−   |                                                                                  |         |                       | San Salvador Publik: 11 000 Domare: Alfredo Esquivel (Costa Rica) | San Salvador Publik: 11 000 Domare: Alfredo Esquivel (Costa Rica) |

| 8         | 30 mars 1935 | Mexiko                                                                                 | 6 – 1   | Kuba               | Estadio Nacional                                                  |                                                                   |
| 8:00 UTC− | 8:00 UTC−    | Luis Pérez 3′ Hilario López 33′, 44′ Julio Lores 53′ Felipe Rosas 62′ Tomás Lozano 79′ | (3 – 1) | 25′ Miguel Requejo | San Salvador Publik: 15 000 Domare: Manuel Rodríguez (Costa Rica) | San Salvador Publik: 15 000 Domare: Manuel Rodríguez (Costa Rica) |
| 8:00 UTC− | 8:00 UTC−    |                                                                                        |         |                    | San Salvador Publik: 15 000 Domare: Manuel Rodríguez (Costa Rica) | San Salvador Publik: 15 000 Domare: Manuel Rodríguez (Costa Rica) |
| 8:00 UTC− | 8:00 UTC−    |                                                                                        |         |                    | San Salvador Publik: 15 000 Domare: Manuel Rodríguez (Costa Rica) | San Salvador Publik: 15 000 Domare: Manuel Rodríguez (Costa Rica) |

| 9          | 30 mars 1935 | El Salvador                | 1 – 6   | Costa Rica                                                          | Estadio Nacional                           |                                            |
| 16:00 UTC− | 16:00 UTC−   | José Alejandro Morales 38′ | (1 – 2) | 4′, 14′, 51′ Emmanuel Amador 54′ José Hütt 68′, 88′ Jorge Fernández | San Salvador Domare: German Núñez (Mexiko) | San Salvador Domare: German Núñez (Mexiko) |
| 16:00 UTC− | 16:00 UTC−   |                            |         |                                                                     | San Salvador Domare: German Núñez (Mexiko) | San Salvador Domare: German Núñez (Mexiko) |
| 16:00 UTC− | 16:00 UTC−   |                            |         |                                                                     | San Salvador Domare: German Núñez (Mexiko) | San Salvador Domare: German Núñez (Mexiko) |

| 10        | 31 mars 1935 | Honduras | 0 – 0 | Guatemala | Estadio Nacional                                   |                                                    |
| 8:00 UTC− | 8:00 UTC−    |          |       |           | San Salvador Domare: Manuel Rodríguez (Costa Rica) | San Salvador Domare: Manuel Rodríguez (Costa Rica) |
| 8:00 UTC− | 8:00 UTC−    |          |       |           | San Salvador Domare: Manuel Rodríguez (Costa Rica) | San Salvador Domare: Manuel Rodríguez (Costa Rica) |
| 8:00 UTC− | 8:00 UTC−    |          |       |           | San Salvador Domare: Manuel Rodríguez (Costa Rica) | San Salvador Domare: Manuel Rodríguez (Costa Rica) |

| 11         | 31 mars 1935 | Kuba                | 1 – 2   | Costa Rica               | Estadio Nacional                           |                                            |
| 16:00 UTC− | 16:00 UTC−   | Rolando Rosillo 63′ | (0 – 1) | 13′, 53′ Emmanuel Amador | San Salvador Domare: German Núñez (Mexiko) | San Salvador Domare: German Núñez (Mexiko) |
| 16:00 UTC− | 16:00 UTC−   |                     |         |                          | San Salvador Domare: German Núñez (Mexiko) | San Salvador Domare: German Núñez (Mexiko) |
| 16:00 UTC− | 16:00 UTC−   |                     |         |                          | San Salvador Domare: German Núñez (Mexiko) | San Salvador Domare: German Núñez (Mexiko) |

| 12        | 1 april 1935 | Mexiko                                                                              | 8 – 2   | Honduras                             | Estadio Nacional                                                   |                                                                    |
| 8:00 UTC− | 8:00 UTC−    | Luis Pérez 3′ Hilario López 8′, 55′, 80′ Julio Lores 26′, 42′, 73′ Tomás Lozano 29′ | (5 – 0) | 69′ Alfonso Castro 88′ Felipe Puerto | San Salvador Publik: 15 000 Domare: Salvador Herrera (El Salvador) | San Salvador Publik: 15 000 Domare: Salvador Herrera (El Salvador) |
| 8:00 UTC− | 8:00 UTC−    |                                                                                     |         |                                      | San Salvador Publik: 15 000 Domare: Salvador Herrera (El Salvador) | San Salvador Publik: 15 000 Domare: Salvador Herrera (El Salvador) |
| 8:00 UTC− | 8:00 UTC−    |                                                                                     |         |                                      | San Salvador Publik: 15 000 Domare: Salvador Herrera (El Salvador) | San Salvador Publik: 15 000 Domare: Salvador Herrera (El Salvador) |

| 13         | 2 april 1935 | Mexiko                          | 2 – 0   | Costa Rica | Estadio Nacional                                                    |                                                                     |
| 16:00 UTC− | 16:00 UTC−   | Luis Pérez 26′ Tomás Lozano 67′ | (1 – 0) |            | San Salvador Publik: 20 000 Domare: Jacobo de Foinquinos (Honduras) | San Salvador Publik: 20 000 Domare: Jacobo de Foinquinos (Honduras) |
| 16:00 UTC− | 16:00 UTC−   |                                 |         |            | San Salvador Publik: 20 000 Domare: Jacobo de Foinquinos (Honduras) | San Salvador Publik: 20 000 Domare: Jacobo de Foinquinos (Honduras) |
| 16:00 UTC− | 16:00 UTC−   |                                 |         |            | San Salvador Publik: 20 000 Domare: Jacobo de Foinquinos (Honduras) | San Salvador Publik: 20 000 Domare: Jacobo de Foinquinos (Honduras) |

| 14        | 3 april 1935 | Honduras | 0 – 6   | Costa Rica                                                       | Estadio Nacional                                     |                                                      |
| 8:00 UTC− | 8:00 UTC−    |          | (0 – 3) | 5′ Wálter Evans 15′, 25′, ?′, ?′ Emmanuel Amador ?′ Jorge Dávila | San Salvador Domare: Augusto Escalante (El Salvador) | San Salvador Domare: Augusto Escalante (El Salvador) |
| 8:00 UTC− | 8:00 UTC−    |          |         |                                                                  | San Salvador Domare: Augusto Escalante (El Salvador) | San Salvador Domare: Augusto Escalante (El Salvador) |
| 8:00 UTC− | 8:00 UTC−    |          |         |                                                                  | San Salvador Domare: Augusto Escalante (El Salvador) | San Salvador Domare: Augusto Escalante (El Salvador) |

| 15         | 3 april 1935 | El Salvador                                                                        | 6 – 1   | Guatemala             | Estadio Nacional                                   |                                                    |
| 16:00 UTC− | 16:00 UTC−   | Fidel Quintanilla 44′, ?′ Armando Chacón ?′ Miguel Cruz ?′, ?′ Andrés Hernández ?′ | (1 – 1) | 38′ Arturo Mendizábal | San Salvador Domare: Manuel Rodríguez (Costa Rica) | San Salvador Domare: Manuel Rodríguez (Costa Rica) |
| 16:00 UTC− | 16:00 UTC−   |                                                                                    |         |                       | San Salvador Domare: Manuel Rodríguez (Costa Rica) | San Salvador Domare: Manuel Rodríguez (Costa Rica) |
| 16:00 UTC− | 16:00 UTC−   |                                                                                    |         |                       | San Salvador Domare: Manuel Rodríguez (Costa Rica) | San Salvador Domare: Manuel Rodríguez (Costa Rica) |